# Mieczysław Sienkiewicz
Mieczysław Sienkiewicz (ur. 15 lutego 1919 w Wilnie, zm. 2 marca 1975 w Siemiatyczach) – polski piłkarz oraz hokeista, reprezentant kraju.

## Hokeista
Jako hokeista występował na pozycji bramkarza. Od 1934 do 1945 przywdziewał barwy wileńskich klubów (AZS, Ognisko, ŁGSF) oraz - już po II wojnie światowej występując pod nazwiskiem Makutynowicz także ŁKS-u Łódź (wicemistrz kraju w 1946), a w latach 1950-1953 Gwardii Bydgoszcz.
Sześć razy wystąpił w reprezentacji Polski, w tym na mistrzostwach świata w Pradze w 1947.

## Piłkarz
Był wychowankiem Śmigłego Wilno (1934-1939), w barwach którego wystąpił 1 raz w najwyższej klasie rozgrywkowej w 1938. Ponadto w okresie 1940–1945 grał w innych wileńskich klubach (Dinamo, Spartak, Meistas), a po 1945 w Zjednoczonych Łódź i ŁKS-ie Łódź. Na boisku występował najczęściej jako bramkarz, sporadycznie jako napastnik.